# Monte Flora
El monte Flora es una montaña de 520 metros de altura, situada un kilómetro al sudeste de la cabecera de la bahía Esperanza, en el extremo noreste de la península Antártica. Se encuentra a unos tres kilómetros al sur de la base Esperanza del Ejército Argentino, y está rodeada por los glaciares Kenney (al oeste) y Flora (al este), además del collado Gallegos al sur, y el valle de las Cinco Lagunas al norte. Sus laderas están libres de hielo.

## Historia y toponimia
Fue descubierta por un grupo que acompañaba a Johan Gunnar Andersson en la Expedición Antártica Sueca, que pasó el invierno de 1903 en la bahía Esperanza. Andersson, segundo al mando de la expedición, descubrió en la montaña fósiles de plantas (rocas con impresiones) del período Jurásico. De allí su nombre. Los fósiles hallados correspondían a helechos, equisetos, cicadáceas y coníferas. Su importancia se debe a que se ha hallado una flora similar en la India y en América del Sur, evidenciando la existencia de Gondwana.
La toponimia antártica argentina y chilena mantuvieron la traducción del nombre al castellano. Fue cartografiada en 1945 y 1955.

## Zona protegida
Un sitio de 35 hectáreas en la ladera norte de la montaña, que abarca los estratos fosilíferos, ha sido designado como Zona Antártica Especialmente Protegida (ZAEP número 148). Es un sitio científicamente importante para estudios geológicos, paleobotánicos y paleoclimatológicos. Es fácilmente accesible a pie desde la base Esperanza, el refugio Islas Malvinas y la bahía Esperanza. En la cercana base argentina se han realizado más de 70 estudios de los fósiles de la montaña. Algunos fósiles recolectados en la montaña se exhiben en el museo de la base Esperanza.

## Geología
El monte le da el nombre a la formación Monte Flora, cuyos afloramientos se encuentran en la base y flanco de la cara norte de la montaña, y al sur del lago Boeckella, en las proximidades del glaciar Buenos Aires. Según datos paleobotánicos y muestras radiométricas, la formación fue datada en el Jurásico Inferior-Medio. El resto de la montaña pertenece a la formación Glaciar Kenney, que data del Jurásico Medio. Las bases pertenecen a la formación Hope Bay, a la que se atribuye una edad entre el Carbonífero superior y el Triásico.

## Reclamaciones territoriales
Argentina incluye al monte en el departamento Antártida Argentina dentro de la provincia de Tierra del Fuego, Antártida e Islas del Atlántico Sur; para Chile forma parte de la comuna Antártica de la provincia Antártica Chilena dentro de la Región de Magallanes y de la Antártica Chilena; y para el Reino Unido integra el Territorio Antártico Británico. Las tres reclamaciones están sujetas a las disposiciones del Tratado Antártico.
Nomenclatura de los países reclamantes: 
- Argentina: Monte Flora[7][8]
- Chile: Monte Flora[9]
- Reino Unido: Mount Flora[4]

## Galería

Panorámica de la bahía Esperanza. Por la izquierda se observa el pico Pirámide y el glaciar Buenos Aires. En el centro, se destaca el monte Flora, el valle del glaciar Depósito y la base Esperanza. A la derecha aparecen el monte Taylor, el cerro Cuerno y el glaciar Arena.